# 朱安㵩
曲江恭和王朱安㵩（1473年—1517年），明朝周藩第一代曲江王，周惠王朱同䥝的庶第十一子。

## 生平
朱安㵩初封鎮國將軍。弘治二年（1489年）九月，進封曲江王。弘治三年（1490年）十一月，獲給歲祿一千石，米鈔中半兼支。弘治十二年（1499年），禮部奏稱：“曲江王妃父嚴璋按例應授兵馬副指揮，但嚴璋原任知縣，坐贓為民，難擬授職，請賜裁處。”明孝宗答復稱：“曲江王妃婚配已久，嚴璋准授兵馬副指揮，原選勘官查勘不明，朦朧奏請，本當究問，但犯在革前，姑宥之。今後為各王府選婚，違者治罪。”
正德十二年（1517年），朱安㵩去世，享年四十五歲，諡號恭和。六年後，庶長子鎮國將軍朱睦𬃉襲爵。

## 家庭

### 妻
- 嚴氏，河南祥符縣致仕知縣嚴璋女，弘治十二年（1499年）十月冊為曲江王妃[6]

### 子
- 庶長子：鎮國將軍→曲江榮定王朱睦𬃉
- 庶第二子：鎮國將軍朱睦欃[7]